# 문창진 (공무원)
문창진(文昌珍, 1953년 3월 2일 ~ , 부산)은 대한민국의 공무원이다.

## 학력
- 경남고등학교 졸업
- 서울대학교 사회학 학사
- 시카고대학교 대학원 사회학 석사
- 시카고대학교 대학원 사회학 박사

## 경력
- 2000.02 : 주 제네바 대표부 보건관
- 2000.11 : 세계보건기구 아시아지역그룹 의장
- 2000.12 : 세계보건기구 예산평가위원
- 2004.08 ~ 2005.08 : 보건복지부 사회복지정책실장
- 2005.08 ~ 2006.01 : 보건복지부 정책홍보관리실장
- 2006.02 ~ 2007.06 : 식품의약품안전청장
- 2007.06 ~ 2008.02 : 보건복지부 차관
- 2011.01 ~ 2013.12 : 한국건강증진재단 이사장
- 2008 : 차의과학대학교 교수
- 2010.03 ~ 2013.03 : CJ제일제당 사외이사
- 2012.03 ~ 2016.02 : 차의과학대학교 부총장
- 2012.08 ~ 2014.07 : 범부처신약개발사업단 이사장
- 2012.11 ~ 2014.11 : 세계보건기구 담배규제기본협약 당사국총회 의장
- 2018.03 ~ : 동아쏘시오홀딩스 사외이사
- 동아쏘시오홀딩스 사외이사후보추천위원회 위원장
- 동아쏘시오홀딩스 평가보상위원회 위원
- 2018.07 ~ 2020.10 : 글로벌헬스기술연구기금 라이트펀드 이사장

## 수상
- 1982년 : 근정포장
- 1989년 : 체육포장
- 1997년 : 황조근정훈장

## 참고
| 전임 김정숙 | 제7대 식품의약품안전청장 2006년 2월 1일 ~ 2007년 6월 20일 | 후임 김명현 |

| 전임 변재진 | 제32대 보건복지부 차관 2007년 6월 21일 ~ 2008년 2월 29일 | 후임 이봉화 (보건복지가족부 차관) |